# Continental AG

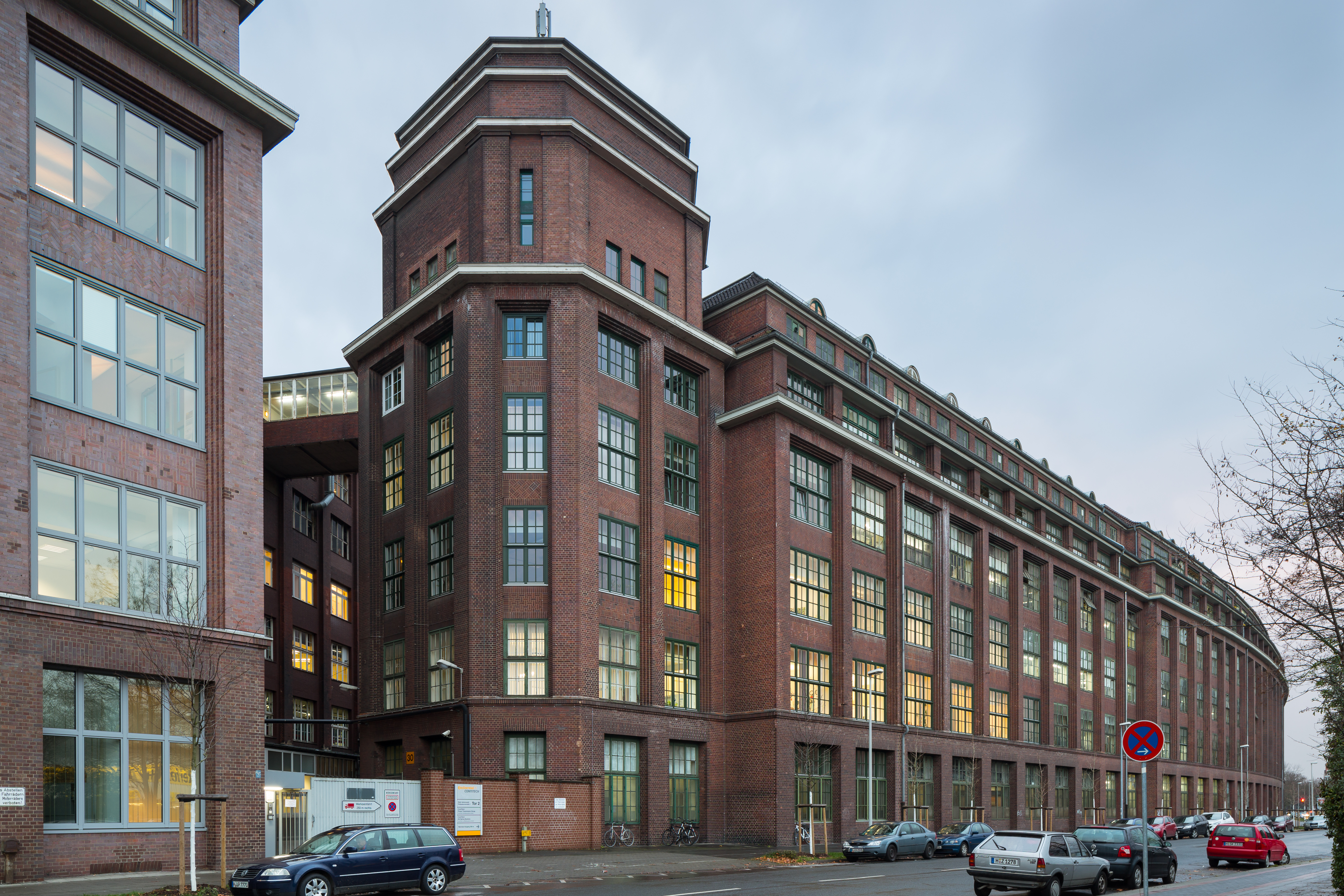
Continental AG:s fabrik i Vahrenwald i Hannover.

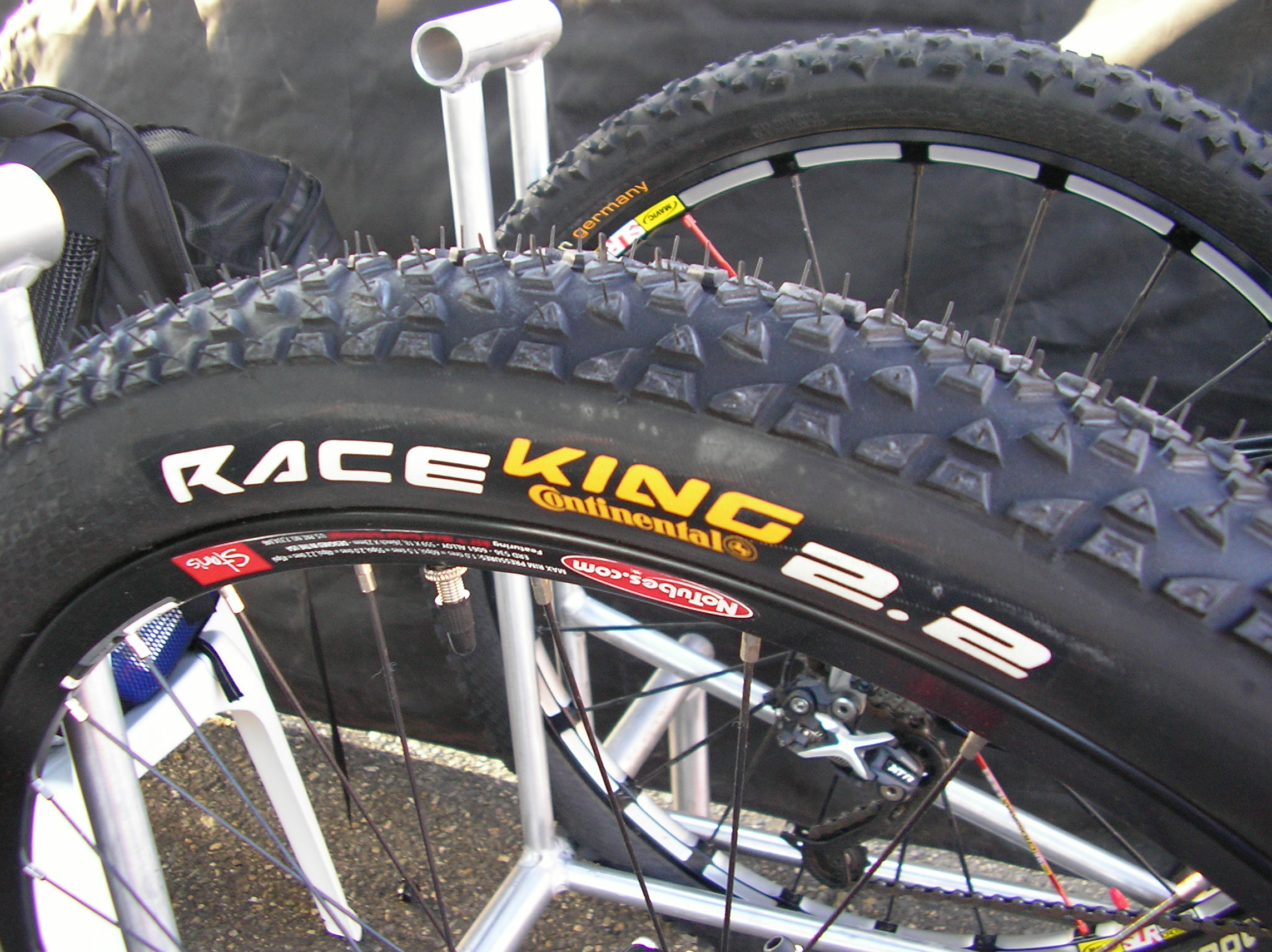
Cykeldäck från Continental.

Continental AG, tidigare Continental Gummi-Werke AG, "Conti", är en tysk däcktillverkare med huvudkontor i Hannover. Sedan 2008 ägs koncernen av Schaeffler Gruppe. Continental är en av världens ledande tillverkare av däck och har cirka 164 000 anställda och produktion på över 200 platser fördelat på 46 länder. Continental levererar förutom däck även andra fordonskomponenter.

## Historia
Continental grundades i Hannover 1871  som Continental-Caoutchouc- & Gutta-Percha Compagnie. Firman var från början börsnoterad som aktiebolag. Under många år var Siegmund Seligmann (1853–1925) som kom till Continental 1876 och som redan 1879 var direktör och styrelsemedlem. Tillsammans med kemisten Adolf Prinzhorn (1834–1913) utvecklade han Continental till en av de ledande gummi- och däckproducenterna i Tyskland inom bara några årtionden. 1875 hade firman 250 arbetare och antalet steg till att vara 13 000 1914. 1892 började man som första företag i Tyskland att tillverka pneumatiska cykeldäck, 1898 följde profillösa bildäck och 1904 profildäck. Huvudfabriken byggdes på Vahrenwalder Strasse i Hannover och innan andra världskriget byggdes ytterligare ett verk i stadsdelen Stöcken.
1912–1914 skapades den representativa förvaltningsbyggnaden på Vahrenwalder Strasse som ritades av arkitekten Peter Behrens. Under första världskriget användes det som lagerhus av militären och efter kriget byggdes huset ut ytterligare 1919–1920.

### Uppköp
Semperits däcktillverkning ingår sedan 1985 i Continental. 1992 köpte Continental AG Nivis Tyre AB av Kooperativa Förbundets industribolag KF Industri AB där däckmärkena Gislaved och Viking ingick. När produktionen av däck upphörde i Norge fortsatte tillverkningen av Vikingdäck i Gislaved innan produktionen där lades ned 2002. 1993 köptes Barum i Tjeckien.

### Underleverantör till fordonsindustrin
Continental har utvecklats genom åren till en koncern med stor kompetens som underleverantör till fordonsindustrin. Idag består koncernen av 6 divisioner där 3 är direkt relaterade till fordonsindustrin, Chassi & Safety, Interior & Telematics samt Powertrain. De andra 3 divisionerna är Commercial Vehicle Tires, Passenger & Light Truck Tires samt Conti-Tech.
Koncernen omsätter cirka 25 miljarder och har mer än 150 000 anställda. Aktien är listad på Frankfurtbörsen och ingår i Dax30-indexet.
I augusti 2008 köpte Schaeffler Gruppe 49,9 % av företaget.

## Varumärken
- Continental
- General Tire
- Uniroyal
- Semperit – tidigare tillverkat av Semperit AG
- Barum
- Gislaved
- Viking – tidigare tillverkat av Viking-Askim
- Mabor